# آل جستان
آل جَسَتان أو بنو جَسَتان سلاسة حكمت في بلاد الديلم من أواخر القرن الثاني إلى القرن الخامس الهجري.

## سلالة آل جستان
حسب زامباور:
| الحاكم                                 | تعليقات                                                  |
| -------------------------------------- | -------------------------------------------------------- |
| المرزبان بن جستان                      | بالري 189 هـ                                             |
| جستان                                  | الحرب في الجبل 252 هـ                                    |
| وهسودان بن جستان                       | ضد محمد بن الفضل بن ؟                                    |
| جستان                                  | 290 هـ                                                   |
| علي بن وهسودان                         | حاكم أصبهان من 300 إلى 304 هـ والري 307 هــ وتوفي 307 هـ |
| المرزان بن الحسن بن خرامل (ابن خراسيل) | 420 هـ                                                   |
| كامرو الديلمي                          | صاحب ساوة من 430 إلى 434 هـ                              |

## المصدر
1. ↑  المستشرق زامباور (1400 هـ). معجم الأنساب والأسرات الحاكمة في التاريخ الإسلامي. بيروت: دار الرائد العربي - أخرجه زكي محمد حسن بك وحسن احمد محمود وآخرون. ص. 293. {{استشهاد بكتاب}}: تحقق من التاريخ في: |سنة= (مساعدة)